# Amt Daleiden-Leidenborn
Das Amt Daleiden-Leidenborn war eine Verwaltungseinheit im Landkreis Prüm in der damaligen Rheinprovinz (bis 1945) und im Land Rheinland-Pfalz (ab 1946). Es wurde 1936 aus sieben kleineren Ämtern neu gebildet und bestand bis 1968, als im Rahmen der rheinland-pfälzischen Funktional- und Gebietsreform in den Regierungsbezirken Koblenz und Trier alle Ämter in Verbandsgemeinden umbenannt wurden und ihnen zusätzliche Kompetenzen übertragen wurden. Der Amtssitz war in Daleiden mit einer Nebenstelle in Leidenborn.  Als Verwaltungsbezirk ging das Amt bzw. die Verbandsgemeinde Daleiden-Leidenborn zusammen mit dem Amt bzw. der Verbandsgemeinde Waxweiler 1970 in der neu gebildeten Verbandsgemeinde Arzfeld auf.

## Amtsangehörige Gemeinden
Die zum Amt Daleiden-Leidenborn gehörenden Gemeinden gehörten vor 1936 zu den Ämtern Arzfeld, Daleiden, Dasburg, Eschfeld, Harspelt, Leidenborn und Olmscheid. Diese Ämter wiederum hatten ihre Vorgänger in den gleichnamigen Bürgermeistereien. Einwohnerzahlen (Ew. 1925) laut Volkszählung vom 16. Juni 1925.
| Gemeinde       | Ew. 1925 | Bürgermeisterei bis 1927 | Amt bis 1936 | Bemerkungen                       |
| -------------- | -------- | ------------------------ | ------------ | --------------------------------- |
| Arzfeld        | 574      | Arzfeld                  | Arzfeld      |                                   |
| Binscheid      | 144      | Eschfeld                 | Eschfeld     | seit 1971 Ortsteil von Üttfeld    |
| Dahnen         | 535      | Dasburg                  | Dasburg      |                                   |
| Daleiden       | 754      | Daleiden                 | Daleiden     |                                   |
| Dasburg        | 427      | Dasburg                  | Dasburg      |                                   |
| Eschfeld       | 235      | Eschfeld                 | Eschfeld     |                                   |
| Großkampenberg | 192      | Leidenborn               | Leidenborn   |                                   |
| Harspelt       | 101      | Harspelt                 | Harspelt     |                                   |
| Herzfeld       | 60       | Leidenborn               | Leidenborn   |                                   |
| Hickeshausen   | 19       | Eschfeld                 | Eschfeld     | seit 1971 Ortsteil von Arzfeld    |
| Irrhausen      | 272      | Arzfeld                  | Arzfeld      |                                   |
| Jucken         | 242      | Olmscheid                | Olmscheid    |                                   |
| Kesfeld        | 145      | Leidenborn               | Leidenborn   |                                   |
| Kickeshausen   | 59       | Olmscheid                | Olmscheid    |                                   |
| Leidenborn     | 217      | Leidenborn               | Leidenborn   |                                   |
| Lützkampen     | 351      | Harspelt                 | Harspelt     |                                   |
| Neurath        | 80       | Arzfeld                  | Arzfeld      | seit 1972 Ortsteil von Arzfeld    |
| Niederüttfeld  | 94       | Eschfeld                 | Eschfeld     | seit 1971 Ortsteil von Üttfeld    |
| Olmscheid      | 237      | Olmscheid                | Olmscheid    |                                   |
| Preischeid     | 223      | Dasburg                  | Dasburg      |                                   |
| Reiff          | 121      | Eschfeld                 | Eschfeld     |                                   |
| Reipeldingen   | 110      | Daleiden                 | Daleiden     |                                   |
| Roscheid       | 148      | Eschfeld                 | Eschfeld     |                                   |
| Sengerich      | 36       | Eschfeld                 | Eschfeld     |                                   |
| Sevenig        | 122      | Harspelt                 | Harspelt     |                                   |
| Stupbach       | 74       | Harspelt                 | Harspelt     | seit 1972 Ortsteil von Lützkampen |
| Welchenhausen  | 72       | Leidenborn               | Leidenborn   | seit 1972 Ortsteil von Lützkampen |